# Pedro Espinosa y Dávalos
Pedro Espinosa y Dávalos (Tepic, Nueva España, Imperio Español, 29 de junio de 1793 - Ciudad de México, México, 12 de noviembre de 1866) fue el primer arzobispo de la arquidiócesis de Guadalajara en México.

## Biografía
Realizó sus estudios en el Seminario de la ciudad de Guadalajara. En la Universidad de Guadalajara obtuvo un doctorado en teología. Se ordenó sacerdote el 20 de octubre de 1816. Impartió cátedra de sagrada escritura, filosofía y teología dogmática. Durante la mitra del obispo Juan Cruz Ruiz de Cabañas y Crespo, fue designado como director del Colegio Clerical y del Colegio de San Diego. Fue promotor y visitador de parroquias. Más tarde, fue elegido canónigo del cabildo catedralicio de la prelatura.
Tras la muerte del obispo Diego de Aranda y Carpinteiro —ocurrida el 17 de marzo de 1853—, Espinosa y Dávalos gobernó la diócesis. El 12 de septiembre del mismo año, fue preconizado por el papa Pío IX. El 8 de enero de 1854, fue consagrado obispo en la Catedral de Guadalajara por el obispo de Durango José Antonio Laureano López de Zubiría y Escalante. Casi dos meses después, estalló en México la Revolución de Ayutla. Mientras tanto, Espinosa y Dávalos comenzó sus tareas, mandó abrir escuelas y fomentó los estudios en el Seminario. Cuando las reformas liberales comenzaron a imponerse, fue exiliado del país. Viajó a Europa y se presentó ante el papa Pío IX, a quien le recomendó erigir la diócesis de Zacatecas. El papa aceptó la recomendación y, el 26 de enero de 1863, decidió elevar su cargo a arzobispo. Adicionalmente, el papa nombró patricio romano y prelado asistente al solio pontificio al nuevo arzobispo.
De regreso en México, Espinosa y Dávalos consagró a Ignacio Mateo Guerra y Alba primer obispo de Zacatecas. El 19 de marzo de 1863, de acuerdo a la bula Romana Ecclesia, realizó la erección de su arzobispado en la parroquia de Santa María de los Lagos. El 22 de marzo llegó a la ciudad de Guadalajara, en donde se le recibió con una fastuosa ceremonia. En México había entrado en vigor la Constitución de 1857, y las prerrogativas con las que contaba la Iglesia católica habían cesado, las cuales tampoco fueron restablecidas durante el Segundo Imperio Mexicano. 
Murió el 12 de noviembre de 1866 —hospedado en la casa del señor Barrón—, cuando se encontraba de visita en la Ciudad de México. Las exequias se realizaron en la Catedral Metropolitana de la Ciudad de México. Diez años más tarde, sus restos mortales fueron trasladados a la Capilla de la Purísima Concepción de la Catedral de Guadalajara.